# Sovětské námořnictvo

Vlajka Sovětského námořnictva

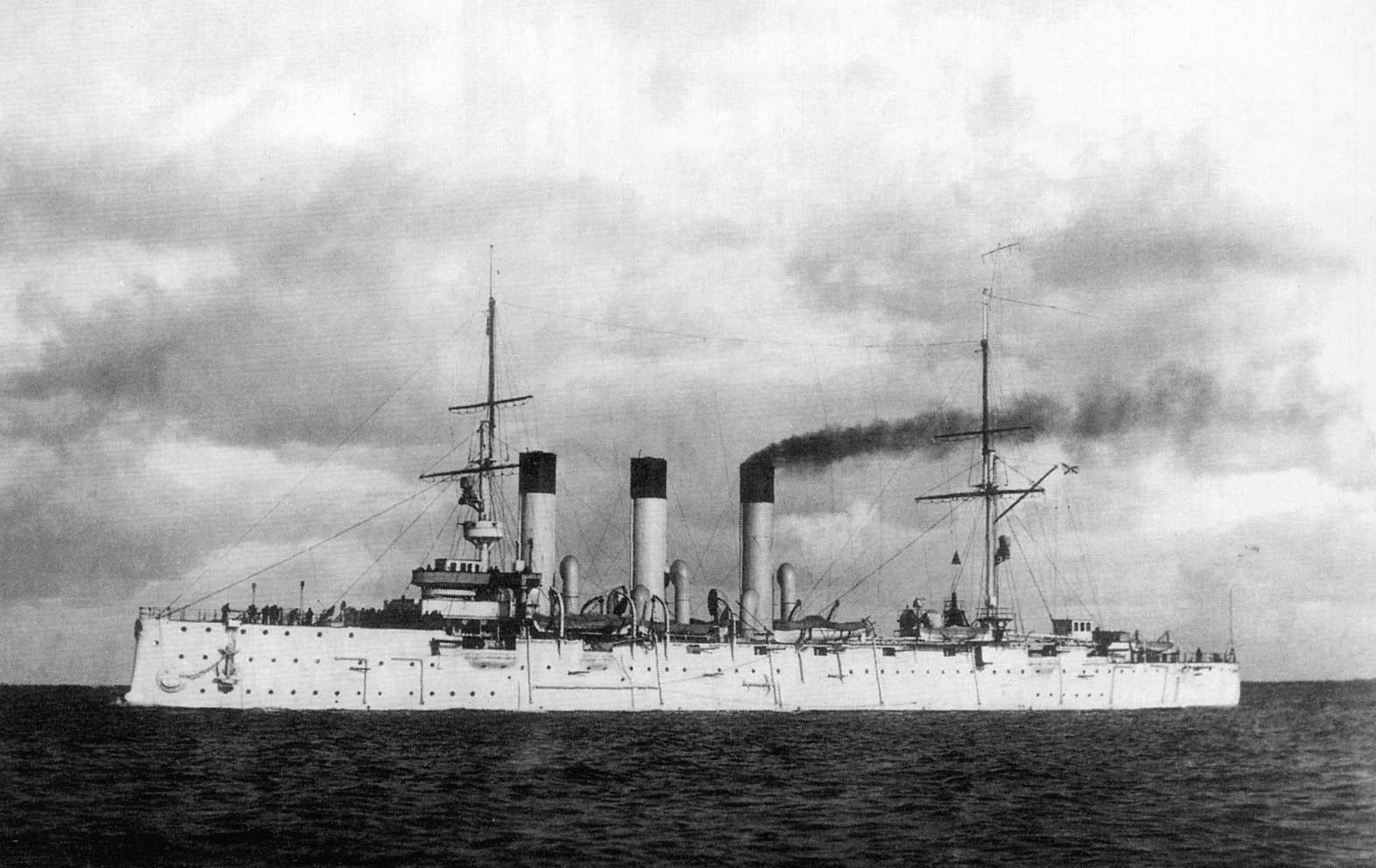
Chráněný křižník Aurora byl jednou z prvních lodí na straně bolševiků

Sovětské námořnictvo (rusky Военно-Морской Флот СССР, Vojenno-morskoj flot SSSR) tvořilo v letech 1917–1991 součást ozbrojených sil sovětského Ruska a později Sovětského svazu. Vzniklo v roce 1917 na troskách Ruského carského námořnictva. Z původně slabého a občanskou válkou rozvráceného loďstva se Sovětské námořnictvo v desetiletích po skončení druhé světové války stalo po US Navy druhým největším námořnictvem na světě.
Od roku 1955 bylo součástí sil Varšavské smlouvy. Za studené války bylo jeho hlavním soupeřem NATO, přičemž silné sovětské námořnictvo mělo bránit konvojům v dopravě posil do Evropy, likvidovat nepřátelské letadlové lodě a disponovalo i nezanedbatelným jaderným arzenálem. Po rozpadu Sovětského svazu se v roce 1991 stalo jeho nástupcem Námořnictvo Ruské federace, které se však propadlo do mnohaleté krize, způsobené zejména nedostatkem finančních prostředků.

## Historie

### Vznik a občanská válka

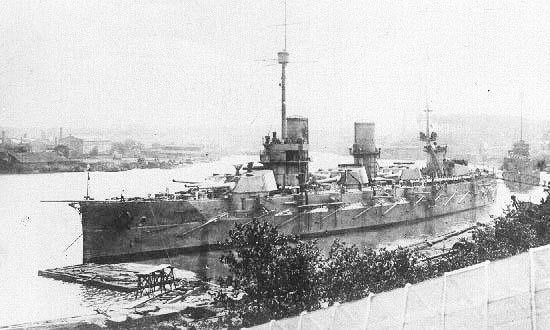
Dreadnought Imperator Alexandr III. byl bolševiky přejmenován Volja a poté bělogvardějci Geněral Alexejev. Po letech chátrání v Bizertě byla loď navrácena SSSR a pro katastrofální technický stav sešrotována.

Sovětské námořnictvo vzniklo v roce 1917 z rozpadajícího se Ruského carského námořnictva. V nepřehledné situaci část carských námořníků dezertovala, jiná se přidala na stranu bílých či bolševiků a zejména v Sankt-Petěrburgu tvořili rudí námořníci jejich hlavní oporu. Při konfrontaci s centrálními mocnostmi, intervenci Dohody a v občanské válce bylo ztraceno mnoho lodí, ostatní byly vinou špatné údržby ve velice špatném stavu.
Brestlitevský mír umožnil bolševikům získat čas k jejich stabilizaci, v únoru 1918 však centrální mocnosti obnovily bojové operace vůči Rusku, což vedlo k evakuaci loďstva z Tallinnu, Helsinek a Sevastopolu. Zatímco evakuace Tallinnu a Helsinek proběhly bez velkých ztrát, německý postup na Sevastopol v dubnu 1918 znamenal de facto zánik černomořského loďstva. Plavbyschopné lodě byly evakuovány do Novorossijska (zejména moderní dreadnoughty Volja, Svobodnaja Rossija a 16 torpédoborců) a ostatní se staly německou kořistí (jednalo se o sedm řadových lodí, dva křižníky, 12 torpédoborců, 14 ponorek a řadu dalších lodí). Německé ultimátum poté vedlo k tomu, že malá část lodí z Novorossijska – dreadnought Volja a šest torpédoborců, se vrátila zpět do Sevastopolu a vzdala se, zatímco ostatní se jejich posádky rozhodly potopit (Svobodnaja Rossija a 9 torpédoborců). Po kapitulaci Německa převzala ukořistěné lodě Velká Británie a předala je Dobrovolnické armádě generála Děnikina. Ti však byly přes svou převahu na moři bolševiky poraženi na souši a na konci občanské války musela bělogvardějská námořní eskadra odplout do francouzské Bizerty, kde se nechala internovat.

### Meziválečná obnova

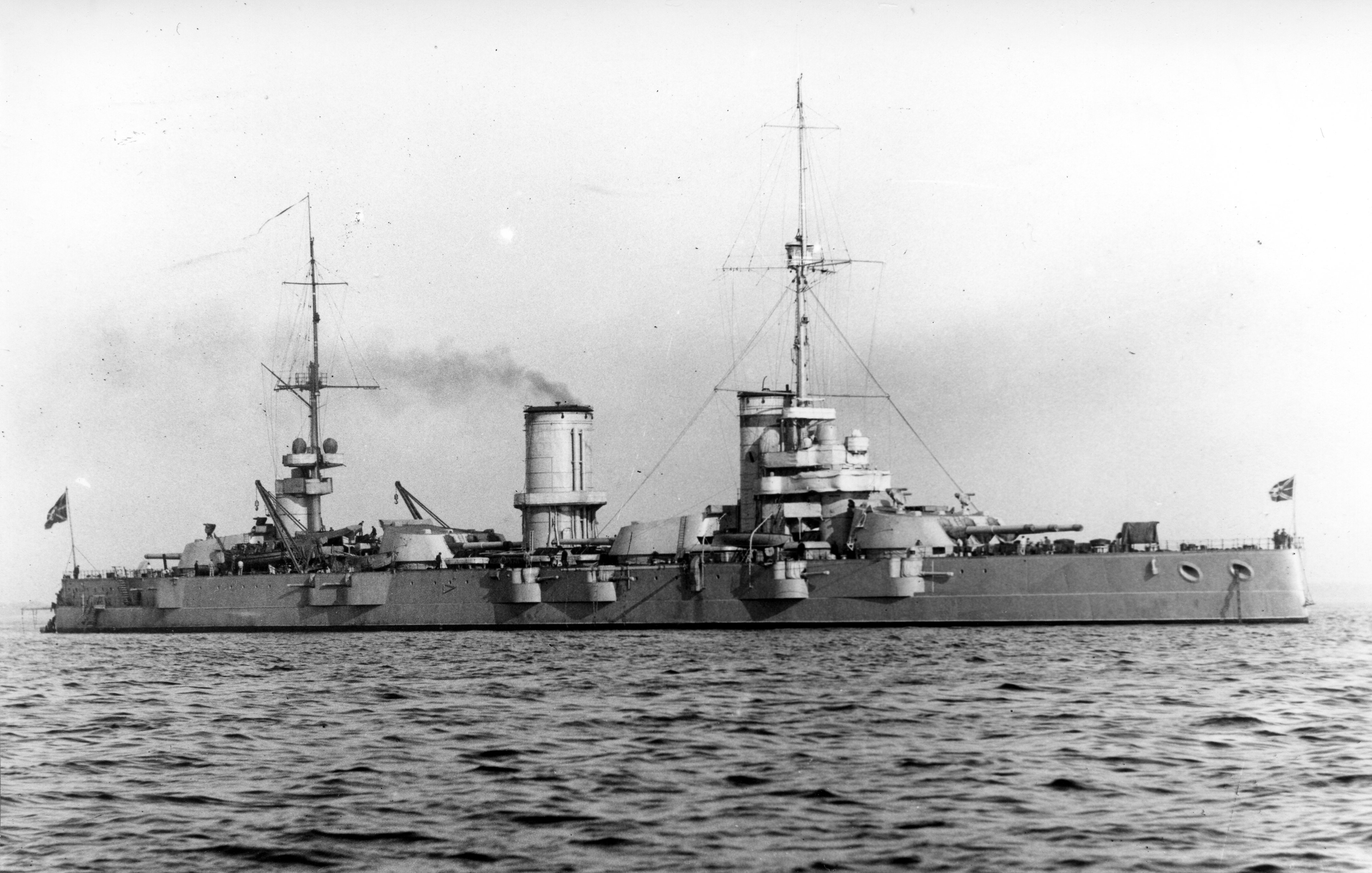
Dreadnought Marat během 20. let

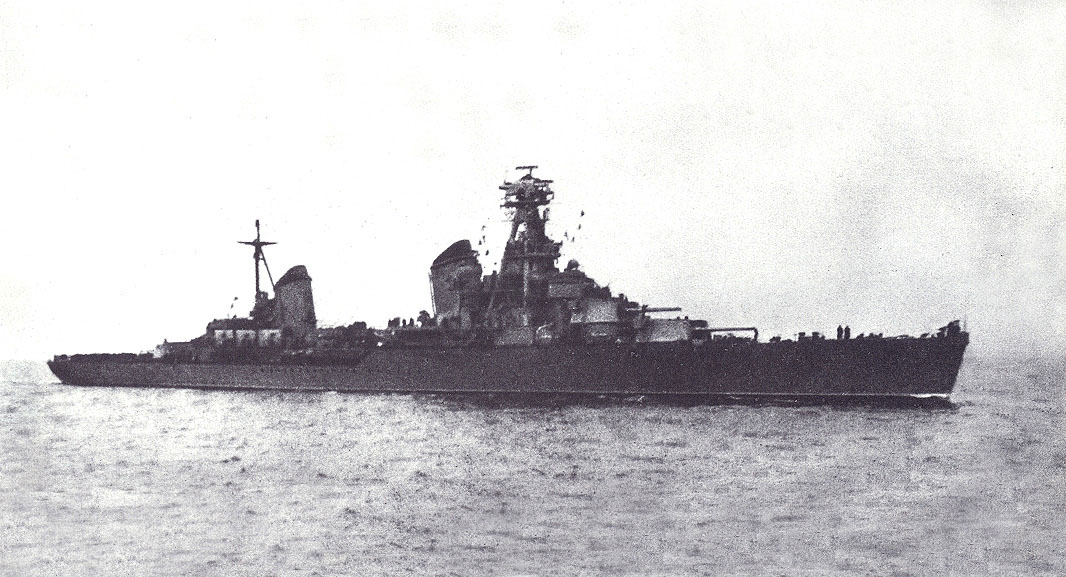
Těžký křižník Vorošilov třídy Kirov

Po skončení občanské války představovalo sovětské námořnictvo jen zlomek síly dřívějšího carského námořnictva, o čemž vypovídá i fakt, že nebylo vůbec přizváno mezi námořní mocnosti na Washingtonskou konferenci. Přibližně 75% jeho tonáže bylo rozestavěno, poškozeno či beznadějně zastaralo. Navíc, když byly po několika letech z Bizerty navráceny válečné lodě bělogvardějské eskadry, pro katastrofální technický stav je bylo možné už jen sešrotovat.
Program obnovy se nejprve soustředil na opravu poškozených a dokončení rozestavěných lodí. Do roku 1924 tak sovětské námořnictvo získalo alespoň bitevní loď Marat, dva křižníky (Aurora a Komintern), 10 torpédoborců a 11 ponorek. V roce 1926 byly bitevní lodě celkem tři (opraveny byly také dvě další jednotky třídy Gangut – Parižskaja kommuna a Okťabrskaja revolucija).
Do vypuknutí druhé světové války pak byly vyhlášeny tři pětileté programy pro obnovu loďstva. První pětiletý program byl vyhlášen v roce 1926 a v jeho rámci mělo být postaveno 12 ponorek (například šest lodí třídy Děkabrist), 18 hlídkových člunů, 36 torpédových člunů, dostavěny tři křižníky (Krasnyj Kavkaz, Krasnyj Krym a Červona Ukrajina ) a modernizovány čtyři torpédoborce.
Druhý pětiletý plán pochází z roku 1933 a část lodí postavených v jeho rámci byla projektována či stavěna s využitím zahraniční pomoci (zejména ze strany Itálie). Během platnosti programu byly rozestavěny čtyři těžké křižníky třídy Kirov, čtyři vůdčí lodě torpédoborců (třídy Leningrad a osamocený Taškent), 46 moderních torpédoborců tříd Gněvnyj a Storoževoj (doplňoval je osamocený Opytnyj), 151 ponorek a řada menších lodí.
Třetí pětiletý plán výstavby loďstva již počítal se stavbou čtyř mohutných bitevních lodí třídy Sovětskij Sojuz, které by patřily k největším svého druhu, dvou bitevních křižníků třídy Kronštadt, množství křižníků – mimo dvou posledních jednotek třídy Kirov bylo rozestavěno sedm velkých lehkých křižníků třídy Čapajev – a množství menších plavidel.
Ambiciózní program výstavby sovětského námořnictva však byl přerušen německým útokem. Řada jednotek, mezi nimi zejména bitevní lodi třídy Sovětskij Sojuz a bitevní křižníky třídy Kronštadt, proto nebyly nikdy dokončeny. Dokončen nebyl ani z Třetí říše dodaný rozestavěný těžký křižník Lützow. Do německého útoku nebyly z Německa dodány ani moderní dvoudělové věže s 380mm kanóny (použité u třídy Bismarck), plánované pro přezbrojení lodí třídy Kronštadt. Dostavěny nebyly ani první čtyři rozestavěné vůdčí lodě torpédoborců třídy Kijev.

### Zimní válka
Za zimní války s Finskem hrálo Baltské loďstvo spíše okrajovou roli. Zejména bylo použito pro ostřelování pozemních cílů, do kterého se zapojil například těžký křižník Kirov.

### Druhá světová válka
Během války se relativně slabší sovětské námořnictvo nestalo aktérem žádné větší námořní bitvy, spíše bylo nasazeno při podpoře pozemních jednotek a obraně vojenských základen a přístavů. Ponorky pak měly narušovat nepřátelskou lodní dopravu. Důležitá byla také minová válka. Mnoho námořníků bylo navíc převeleno na pozemní frontu.
V době druhé světové války sovětské námořnictvo tvořilo čtyři floty – Černomořské loďstvo, Baltské loďstvo, Severní loďstvo a Tichooceánské loďstvo. Doplňovalo je Kaspické loďstvo, námořní letectvo, námořní pěchota a pobřežní baterie. Místo italských válečných lodí získal Sovětský svaz, po italské kapitulaci v roce 1943, starší britskou bitevní loď HMS Royal Sovereign a americký křižník USS Milwaukee. Velká Británie také dodala devět torpédoborců na základě smlouvy o půjčce a pronájmu, navíc další čtyři rumunské torpédoborce tříd Mărăşti a Regele Ferdinand Sovětský svaz ukořistil. Italské lodě byly SSSR předány až po válce. Jednalo se o bitevní loď Giulio Cesare a křižník Emanuele Filiberto Duca d'Aosta.
Baltské loďstvo zůstalo uzavřeno ve Finském zálivu, kde podporovalo obranu obleženého Leningradu. Ztratilo zde mimo jiné jednu ze svých největších jednotek – dreadnought Marat a operace v Baltském moři tak prováděly zejména ponorky a lehké síly. Černomořské loďstvo pomáhalo bránit a zásobovat obležený Sevastopol, Novorossijsk či Oděsu. Prodělalo také několik vylodění, např. Kerčsko-feodosijskou operaci. V kritické situaci také pomáhalo s evakuací. Severní loďstvo se zejména podílelo na obraně arktických konvojů. Tichooceánské loďstvo do války téměř nezasáhlo, jelikož Sovětský svaz vyhlásil Japonsku válku až v posledních dnech 2. světové války.

### Studená válka

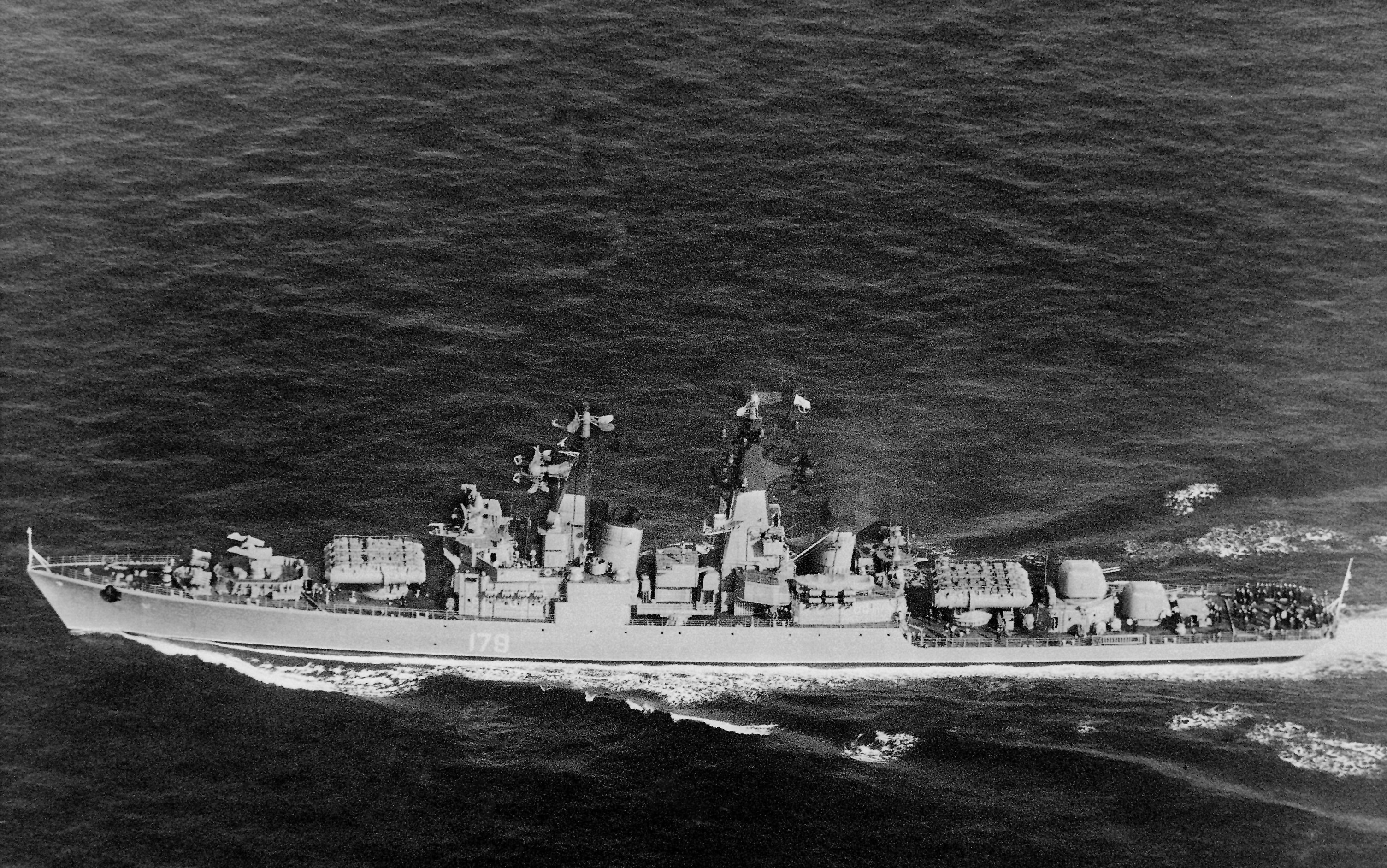
Raketový křižník Groznyj třídy Kynda – první třídy sovětských raketonosných křižníků

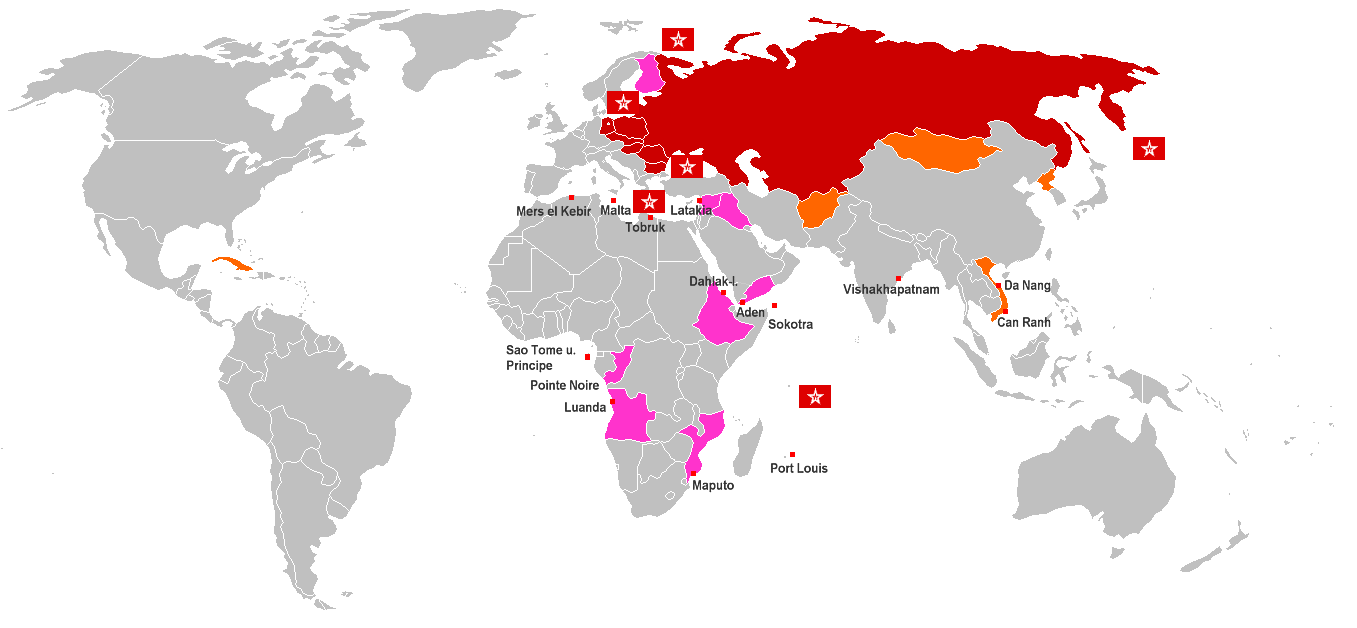
Základny sovětského námořnictva v roce 1984

Po skončení druhé světové válka zahájil Sovětský svaz ambiciózní program výstavby námořnictva, které se mělo stát rovnocenným soupeřem západních loďstev. Od roku 1955 bylo součástí sil Varšavské smlouvy. Za studené války bylo jeho hlavním soupeřem NATO. Přestože síly amerického námořnictva dosáhnout nemohlo a například stavbě letadlových lodí dlouho bránila obrovská finanční a technologická náročnost takového programu, snažilo se dosáhnout parity zejména v oblasti ponorek. Americká převaha měla být částečně omezena nasazením množství protilodních řízených střel, kterými byly vyzbrojeny hladinové lodě, ponorky i letouny.
Až do roku 1962 bylo sovětské námořnictvo především silou pobřežní obrany SSSR, po Karibské krizi však začalo být budováno jako globální síla. Od poloviny 60. let proto postupně začalo operovat z řady základen, roztroušených ve spřízněných zemích po celém světě. Nově byla zformována loďstva pro působení ve Středomoří a Indickém oceánu. První základna pro Středomoří byla umístěna v Tartúsu v Sýrii. Následovaly Vietnam, Libye, Etiopie, Jižní Jemen a Seychely.

#### Ponorky
Během studené války stavělo sovětské námořnictvo značné množství ponorek, aby udrželo krok s USA. První poválečné třídy vycházely z nejnovějších generací německých druhoválečných ponorek typu XXI. Kvalitativním zlomem bylo zavedení ponorek s jaderným pohonem. První takovou lodí byla K-3 Leninskij Komsomol, která byla zavedena do služby v roce 1958. Na rozdíl od amerického námořnictva, které se soustředilo pouze na jaderné ponorky, používalo sovětské námořnictvo i nadále řadu typů s diesel-elektrickým pohonem.

### Zánik

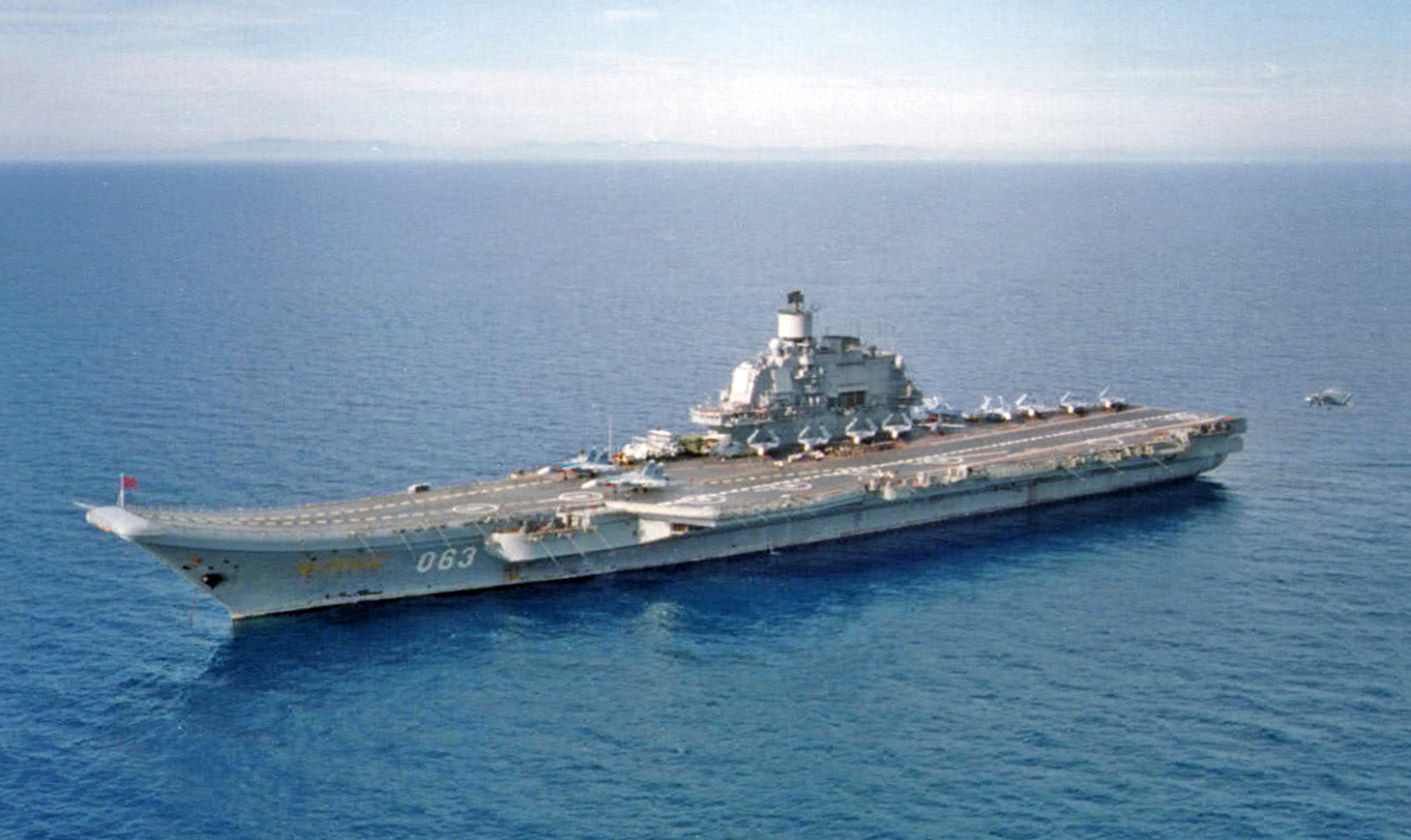
Letadlová loď Admiral Kuzněcov je dnes jedinou ruskou letadlovou lodí

Zánik Sovětského svazu znamenal i zánik jeho ozbrojených sil, přičemž jednotlivá plavidla si mezi sebou rozebraly nástupnické státy. Nástupcem sovětského námořnictva se stalo dnešní Ruské námořnictvo.

## Konflikty
- Ruská občanská válka
- Zimní válka
- Druhá světová válka
- Studená válka

## Seznam velitelů
| Jméno                                                         | Obrázek                   | Ve funkci   |
| ------------------------------------------------------------- | ------------------------- | ----------- |
| Eduard Samuilovič Panceržanskij                               | Eduard Pančeržanskij      | 1922 – 1924 |
| Vjačeslav Ivanovič Zof                                        | Vjačeslav Zof             | 1924 – 1926 |
| Romuald Adamovič Muklevič                                     | Romuald Muklevič          | 1926 – 1931 |
| komodor loďstva 1. stupně Vladimir Mitrofanovič Orlov         | Vladimir Orlov            | 1931 – 1937 |
| komodor loďstva 1. stupně Michail Vladimirovič Viktorov       | Michail Viktorov          | 1937        |
| armádní komisař 1. stupně Pjotr Alexandrovič Smirnov          | Pjotr Smirnov             | 1937 – 1938 |
| komodor loďstva 2. stupně Pjotr Ivanovič Smirnov-Světlovskij  | Pjotr Smirnov-Světlovskij | 1938        |
| armádní velitel 1. stupně Michail Petrovič Frinovskij         | Michail Frinovskij        | 1938 – 1939 |
| admirál loďstva Nikolaj Gerasimovič Kuzněcov                  | Nikolaj Kuzněcov          | 1939 – 1947 |
| admirál Ivan Stěpanovič Jumašev                               | Ivan Jumašev              | 1947 – 1951 |
| admirál loďstva Sovětského svazu Nikolaj Gerasimovič Kuzněcov | Nikolaj Kuzněcov          | 1951 – 1955 |
| admirál loďstva Sovětského svazu Sergej Georgijevič Gorškov   | Sergej Gorškov            | 1956 – 1985 |
| admirál loďstva Vladimir Nikolajevič Černavin                 | Vladimir Černavin         | 1985 – 1991 |